# او-بوت نوع او ۳۱
زیردریایی تیپ یو ۳۱ (به انگلیسی: German Type U 31 submarine) یک زیردریایی از کلاس یوبوت است که در جنگ جهانی اول بین سال‌های ۱۹۱۲ و ۱۹۱۵ توسط نیروی دریایی امپراتوری آلمان ساخته شد.